# Dangargaon, Aurad
Dangargaon là một làng thuộc tehsil Aurad, huyện Bidar, bang Karnataka, Ấn Độ.